# مغزلية الكلاب والقطط
مغزلية الكلاب والقطط (الاسم العلمي: Fusobacterium canifelinum) هي نوع من البكتيريا يتبع جنس المغزلية من الفصيلة المغزلية.